# يوهان ليونهارد هوغ
يوهان ليونهارد هوغ (بالألمانية: Johann Leonhard Hug)‏ هو عالم عقيدة وكاتب ألماني، ولد في 1 يونيو 1765 في كونستانس في ألمانيا، وتوفي في 11 مارس 1846 في فرايبورغ في ألمانيا.